# Djuro Zec
Djuro Zec (tiếng Serbia: Ђуро Зец, chuyển tự Latinh Gaj: Đuro Zec; sinh ngày 6 tháng 3 năm 1990) là một cầu thủ bóng đá chuyên nghiệp người Serbia đang thi đấu ở vị trí tiền vệ. Sở trường của anh là tiền vệ cánh trái nhưng cũng có thể đá tốt ở cánh phải hoặc vị trí tiền vệ tấn công.

## Sự nghiệp
Djuro Zec trưởng thành từ lò đào tạo trẻ của FK Vojvodina Novi Sad. Anh bắt đầu thi đấu chuyên nghiệp từ năm 2006 trong màu áo TSK Temerin. Anh dành phần lớn sự nghiệp để thi đấu cho các câu lạc bộ thuộc giải bóng đá vô địch quốc gia Serbia.
Đầu năm 2022, trang chủ câu lạc bộ bóng đá Hà Nội thông báo Djuro Zec là ngoại binh thứ 2 mà đội bóng này chiêu mộ ở mùa giải 2022. Anh có trận ra mắt đội bóng Thủ Đô trong trận hòa không bàn thắng với Thành phố Hồ Chí Minh trên sân vận động Hàng Đẫy vào ngày 12 tháng 3. Tháng 6 năm 2022, anh bị đứt dây chằng chéo trước trong một trận đấu giao hữu và dự kiến cần tối thiểu 9 tháng để bình phục.

## Thống kê sự nghiệp
| Câu lạc bộ           | Mùa giải             | Giải đấu             | Giải đấu | Giải đấu | Cúp quốc gia | Cúp quốc gia | Khác | Khác | Tổng cộng | Tổng cộng |
| Câu lạc bộ           | Mùa giải             | Hạng                 | Trận     | Bàn      | Trận         | Bàn          | Trận | Bàn  | Trận      | Bàn       |
| -------------------- | -------------------- | -------------------- | -------- | -------- | ------------ | ------------ | ---- | ---- | --------- | --------- |
| Hà Nội               | 2022                 | V.League 1           | 3        | 0        | 1            | 0            | 0    | 0    | 4         | 0         |
| Tổng cộng (Việt Nam) | Tổng cộng (Việt Nam) | Tổng cộng (Việt Nam) | 3        | 0        | 1            | 0            | 0    | 0    | 4         | 0         |